# Liste de jeux vidéo Jurassic Park
Pour les articles homonymes, voir Jurassic Park (homonymie).
Les jeux vidéo Jurassic Park forment une série de jeux vidéo basée sur l'univers de Jurassic Park.
Concomitant à la sortie du premier film Jurassic Park, deux jeux vidéo sortent, l'un par Ocean Software pour PC et consoles Nintendo, le second, plus proche de la trame du roman que du film, par BlueSky Software pour les consoles SEGA. De nombreux jeux vidéo voient par la suite le jour, tous sortant dans la majorité sur la vague et/ou le thème d'un des films de la saga, sur plusieurs plateformes, dont des arcades. Certains jeux ne sont pas issus d'un des films en particulier. 
Le jeu Jurassic Park Trespasser (1998), avec Jurassic Park: The Game (2011), sont les seuls jeux vidéo de la franchise à être officiellement canoniques avec la saga de films.
En 2015 et 2018 sortent deux expériences VR, Jurassic World : Apatosaurus et Jurassic World : Blue. Ce dernier permet de savoir ce qui est arrivé à Blue après le film Jurassic World et peu avant le film Jurassic World 2. Il est donc aussi canonique avec les films. En 2020, un autre jeu VR dont les évènements sont canoniques avec ceux des films sort également, nommé Jurassic World Aftermath.

## Système de jeu
On note deux catégories de jeux principales, ceux de gestion où le joueur doit créer et gérer un parc avec des dinosaures, qui, contrairement aux films, est voué à marcher, en réglant le mieux possible les différents problèmes d'ampleurs, et les jeux de survie, où le joueur doit par contre se défendre contre les dinosaures qui l'attaquent, et même parfois contre d'autres humains, pour différentes raisons.

## Liste des jeux
Les jeux sont listés selon le film sur lequel ils sont fondées. Sinon, les jeux sont listés dans une catégorie à part.

### Jurassic Park
- Jurassic Park - NES, SNES, Game Boy
- Jurassic Park Part 2: The Chaos Continues - SNES, Game Boy
- Jurassic Park - Mega Drive, Master System, Game Gear
- Jurassic Park: Rampage Edition - Mega Drive
- Jurassic Park - Mega-CD
- Jurassic Park - Borne d'arcade de Sega
- Jurassic Park - Amiga, Amiga 1200, PC
- Jurassic Park Interactive - 3DO
- Jurassic Park - Jeu pour téléphone portable, sorti en 2005[2].
- Jurassic Park - flipper conçu par Data East

### The Lost World: Jurassic Park
- The Lost World: Jurassic Park - PlayStation, Saturn
- The Lost World: Jurassic Park Special Edition - PlayStation
- Warpath: Jurassic Park - PlayStation
- The Lost World: Jurassic Park - Borne d'arcade de Sega, Saturn, Mega Drive, Game Gear, Game Boy
- The Lost World: Jurassic Park - game.com
- Jurassic Park: Trespasser - PC
- Chaos Island: The Lost World - Jurassic Park - PC

### Jurassic Park 3
- Jurassic Park 3: The DNA Factor - Game Boy Advance
- Jurassic Park 3: Island Attack (États-Unis) - Dino Attack (Europe) - Advanced Action (Japon) - Game Boy Advance
- Jurassic Park 3: Park Builder - Game Boy Advance
- Jurassic Park 3 - Borne d'arcade de Konami
- Jurassic Park 3: Dino Defender - PC
- Jurassic Park 3: Danger Zone! - PC
- Jurassic Park: Scan Command - PC
- Jurassic Park Survival - PlayStation 2 (annulé)

### Jurassic World
- Lego Jurassic World - Xbox 360, Xbox One, PlayStation 3, PlayStation 4, PlayStation Vita, Wii U, Nintendo 3DS, Nintendo Switch, PC
- Jurassic World: The Game - Jeu pour mobile.
- Jurassic World Evolution - Playstation 4, Xbox One, Nintendo Switch, PC
- Jurassic World Alive
- Jurassic World : Blue - Oculus Go, Gear VR
- Jurassic World : Apatosaurus - Oculus Go, Gear VR
- Jurassic World Aftermath - Oculus Quest, Oculus Quest 2
- Jurassic World Evolution
- Jurassic World Evolution 2
- Jurassic World Evolution 3

### Autres jeux
Les jeux suivants ne prennent pas un des films de la franchise en particulier  :
- Jurassic Park: Operation Genesis - PlayStation 2, Xbox, PC
- Jurassic Park: Dinosaur Battles - PC
- Universal Studios Theme Park Adventure - Game Cube (l'un des mini-jeux est basé sur le film)[3]
- Jurassic Park Institute Tour - Game Boy Advance (exclusif au Japon)
- Jurassic Park Explorer DVD Game - Jeu interactif sur DVD développé par Brighter Minds Media[4]
- Jurassic Park - Jeu pour téléphone portable développé par Gameloft
- Jurassic Park: The Game - PC, Mac, iPad, PlayStation 3, Xbox 360
- Jurassic Park Builder - Facebook, Google Play, AppStore